# 雅辛图马沙杜
雅辛图马沙杜是巴西圣卡塔琳娜州的一个市镇。总面积428.65平方公里，总人口10738人，人口密度25.1人/平方公里。